# Tribute in Light

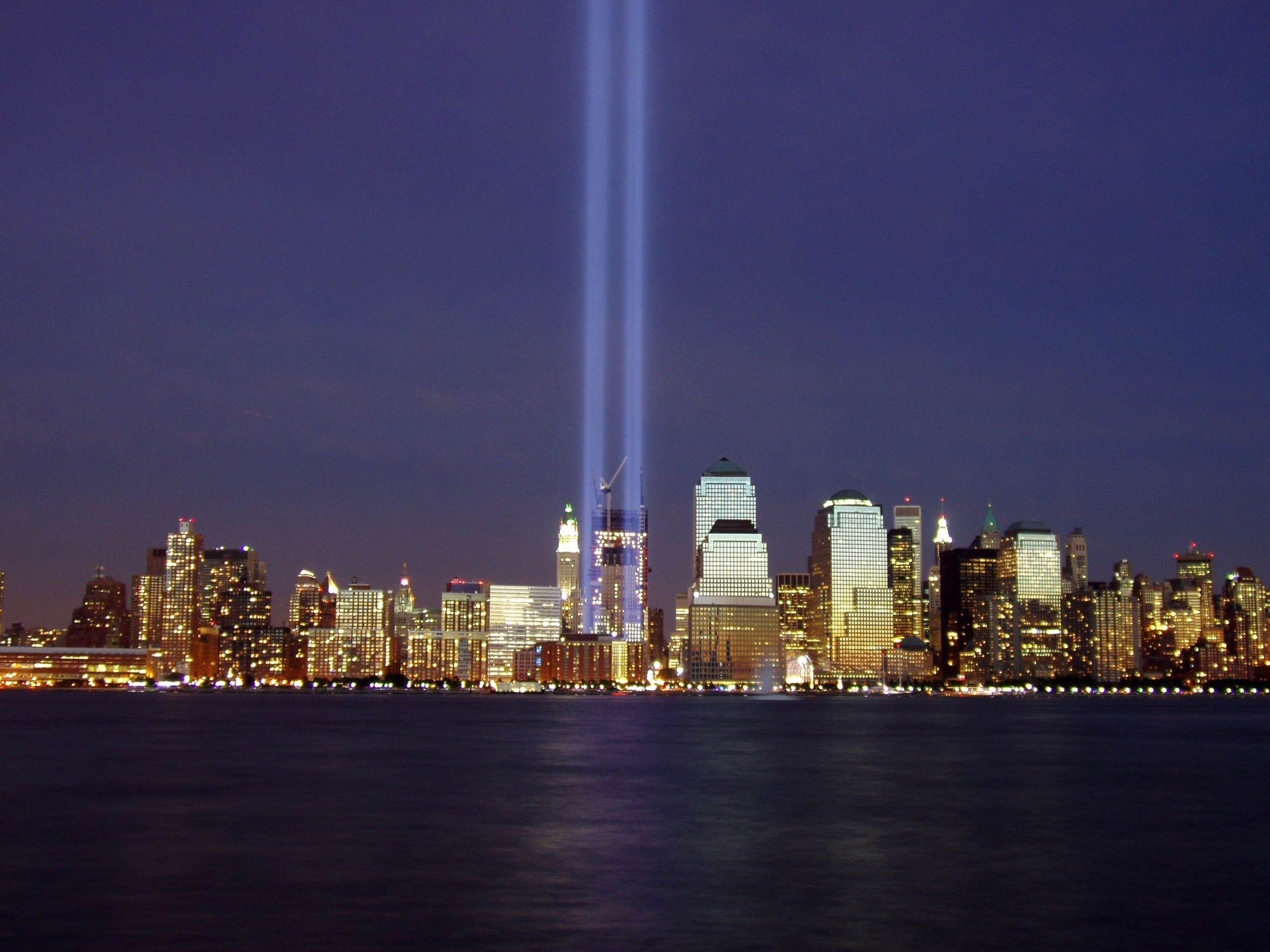
Manhattan vista de Jersey City no memorial realizado em 2004 para os atentados de 11 de setembro.

Tribute in Light (em português: Tributo em Luz) é uma obra de arte realizada todos os anos em Nova Iorque, em homenagem aos mortos nos atentados terroristas de 11 de Setembro. A homenagem é realizada no local onde ficava o complexo do World Trade Center, que fora destruído nesses ataques.
Em noites de céu limpo, as luzes podem ser vistas de até 97 quilômetros de distância, dessa forma se tornando visíveis de toda a cidade de Nova Iorque, assim como do norte do estado de Nova Jersey e de Long Island, chegando até os estados de Connecticut e os condados de Westchester, Orange e Rockland, no interior de Nova Iorque.

## História
A homenagem foi feita pela primeira vez entre os dias 11 de março e 14 de abril de 2002, sendo deslocada, no ano seguinte, para o dia 11 de setembro e, desde então, sendo repetida todos os anos nessa data.
Em 2008, houve boatos de que a homenagem fosse acabar, porém o tributo tem sido repetido todos os anos desde então. Em Dezembro de 2009 foi anunciado de que ela iria continuar até o décimo aniversário dos ataques, em 2011.

## Aves Migratórias
Todos os anos, reclamações acontecem pelo fato das aves migratórias que passam pelo céu de Nova Iorque ficarem confusas com as fortes luzes emitidas pelos 88 holofotes, em 2010, cerca de dez mil pássaros ficaram presos nas luzes do memorial. em 2017 as luzes se apagaram por 20 minutos, graças a um pedido da Audubon Society de Nova Iorque.